# Bahnradsport-Weltmeisterschaften 1959

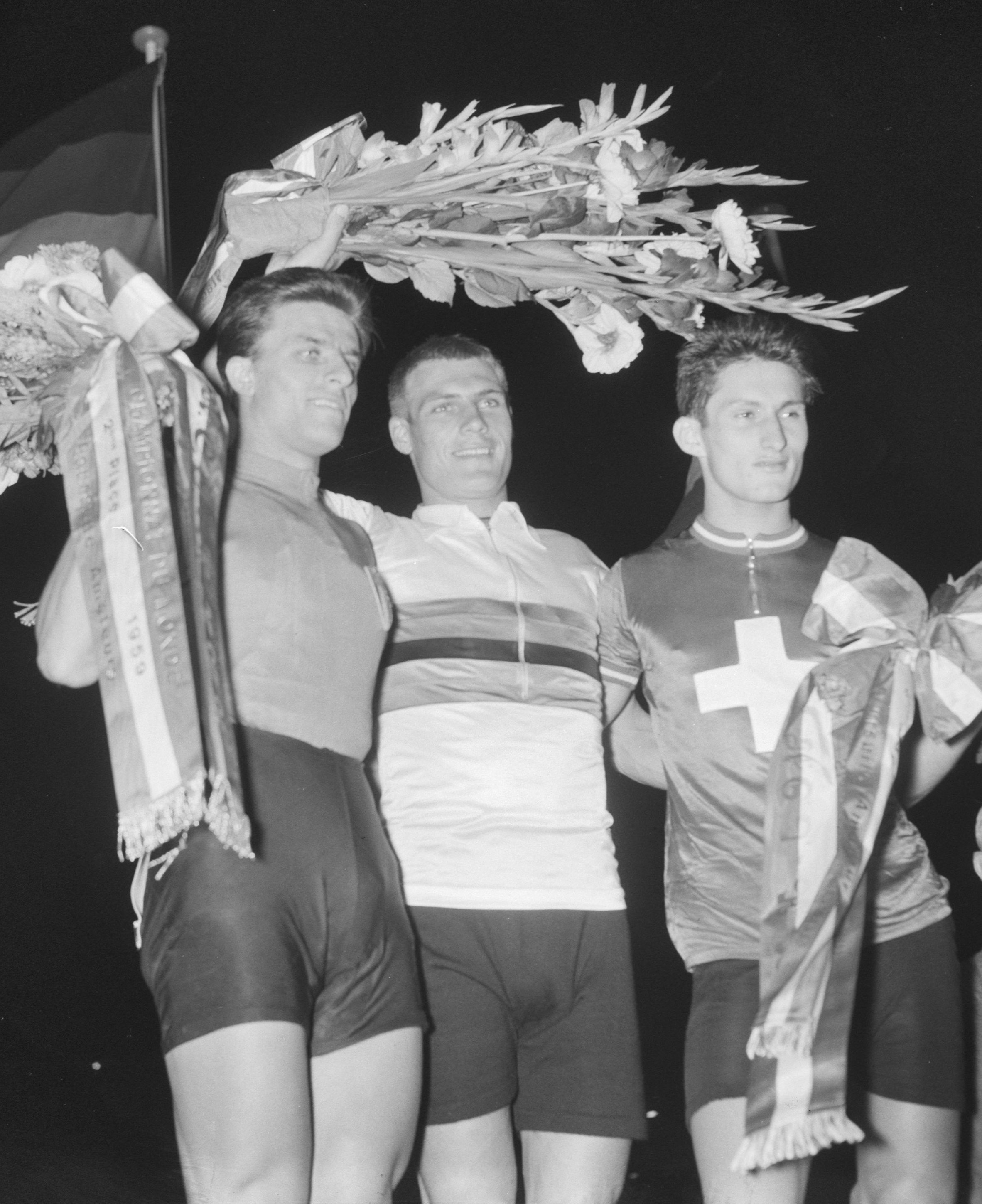
Siegerehrung Einerverfolgung der Amateure: Mario Vallotto, Rudi Altig, Willy Trepp

Die Bahnradsport-Weltmeisterschaften 1959 fanden vom 8. bis 13. August 1959 auf der Radrennbahn im Olympiastadion von Amsterdam statt. Die Piste war aus Zement und 400 Meter lang. Insgesamt kamen rund 85 00 Zuschauer, allein 60 000 von ihnen zu den Finalläufen.
In der Einerverfolgung der Amateure errang der Deutsche Rudi Altig seinen ersten großen internationalen Erfolg.

## Resultate

### Frauen
| Disziplin                | Platz | Land                   | Athlet              |
| ------------------------ | ----- | ---------------------- | ------------------- |
| Sprint                   | 1     | Sowjetunion            | Galina Jermolajewa  |
|                          | 2     | Sowjetunion            | Walentina Pantilowa |
|                          | 3     | Vereinigtes Königreich | Jeanne Dunn         |
| Einerverfolgung (3000 m) | 1     | Vereinigtes Königreich | Beryl Burton        |
|                          | 2     | Luxemburg              | Elsa Jacobs         |
|                          | 3     | Sowjetunion            | Ljubow Kotschetowa  |

## Männer (Profis)
| Disziplin                | Platz | Land        | Athlet                          |
| ------------------------ | ----- | ----------- | ------------------------------- |
| Sprint                   | 1     | Italien     | Antonio Maspes                  |
|                          | 2     | Frankreich  | Michel Rousseau                 |
|                          | 3     | Niederlande | Jan Derksen                     |
| Einerverfolgung (5000 m) | 1     | Frankreich  | Roger Rivière                   |
|                          | 2     | Frankreich  | Albert Bouvet                   |
|                          | 3     | Belgien     | Jean Brankart                   |
| Steherrennen (100 km)    | 1     | Spanien     | Guillermo Timoner               |
|                          | 2     | Schweiz     | Walter Bucher/Georges Grolimund |
|                          | 3     | Niederlande | Norbert Koch/Frits Wiersma      |

## Männer (Amateure)
| Disziplin                | Platz | Land                            | Athlet                              |
| ------------------------ | ----- | ------------------------------- | ----------------------------------- |
| Sprint                   | 1     | Italien                         | Valentino Gasparella                |
|                          | 2     | Italien                         | Sante Gaiardoni                     |
|                          | 3     | Frankreich                      | André Gruchet                       |
| Einerverfolgung (4000 m) | 1     | BR Deutschland                  | Rudi Altig                          |
|                          | 2     | Italien                         | Mario Vallotto                      |
|                          | 3     | Schweiz                         | Willy Trepp                         |
| Steherrennen (1 Stunde)  | 1     | Niederlande                     | Arie van Houwelingen/ Frits Wiersma |
|                          | 2     | Frankreich                      | Bernard Deconinck/ Hugo Lorenzetti  |
|                          | 3     | Deutsche Demokratische Republik | Lothar Meister I/ Fritz Erdenberger |